# امیلی منگز
امیلی منگز (انگلیسی: Emily Menges؛ زادهٔ ۲۸ ژوئیهٔ ۱۹۹۲) بازیکن فوتبال اهل ایالات متحده آمریکا است.
از باشگاه‌هایی که در آن بازی کرده‌است می‌توان به باشگاه فوتبال پورتلند تورنز اشاره کرد.
وی همچنین در تیم ملی فوتبال United States U23 بازی کرده‌است.